# Макіївський тролейбус
Макіївський тролейбус — діюча (з 13 листопада 1969 року) в місті Макіївці Донецької області тролейбусна система України. Нині перебуває у кризовому становищі.
Власником, що здійснює експлуатацію тролейбусної мережі в Макіївці, є комунальне підприємство «Макелектротранс».

## Історія
Тролейбусний рух у Макіївці було відкрито 5 листопада 1969 року. В цей день вулицями міста тролейбуси проїхали без пасажирів, а вже за декілька днів тролейбус став невід'ємною частиною макіївських пасажирів. Регулярний рух відкрито 13 листопада 1969 року за кільцевим маршрутом № 1 «Центр — Трубзавод» вулицями Панченка, Московською, Свердлова, Мінською, Карбидною. Парк тролейбусів налічував тоді всього 4 машини МТБ-82, які раніше експлуатувалися у Донецьку. Депо ще не було відкрито, відстій і обслуговування здійснювався на кінцевій зупинці «Трубзавод».
Станом на 2000 рік, попри дуже складні економічно 1990-ті, в Макіївці діяли 10 тролейбусних маршрутів. До 2000 року Макіївське трамвайно-тролейбусне управління (МТТУ) входило до складу «Облелектротранса» і перебувало в обласній власності. У 2000 році міська рада ухвалила рішення про передачу МТТУ в міську комунальну власність. У 2001 році було створено нове підприємство «Міськелектроавтотранс» (МЕАТ), на баланс якого передали частину маршрутів і частину рухомого складу. Решту маршрутів закрили, рухомий склад — порізали. За рік, у 2002 році, було створено ще одне нове підприємство — «Макелектротранс» (МЕТ). Йому було передано частину маршрутів та рухомого складу ГЕАТа. Решту рухомого складу знову порізали, маршрути — закрили. 
Влітку 2008 року відновлена тролейбусна лінія від тролейбусного депо до селища шахти ім. Бажанова вулицями Волгоградською, Дніпровською, Ярошенка до кільця на перехресті з вулицею Макарова. Відновлено роботу тролейбусного маршруту № 3 «Дитячий світ — Селище шахти ім. Бажанова». 
З квітня 2008 року в Макіївці працює 4 тролейбусних маршрути.
У березні 2013 року планувалося здійснити тролейбусне сполучення Макіївки з Донецьком.
26 серпня 2014 року рух тролейбусів було припинено через бойові дії. З 4 вересня 2014 року рух тролейбусів було відновлено.

## Маршрути

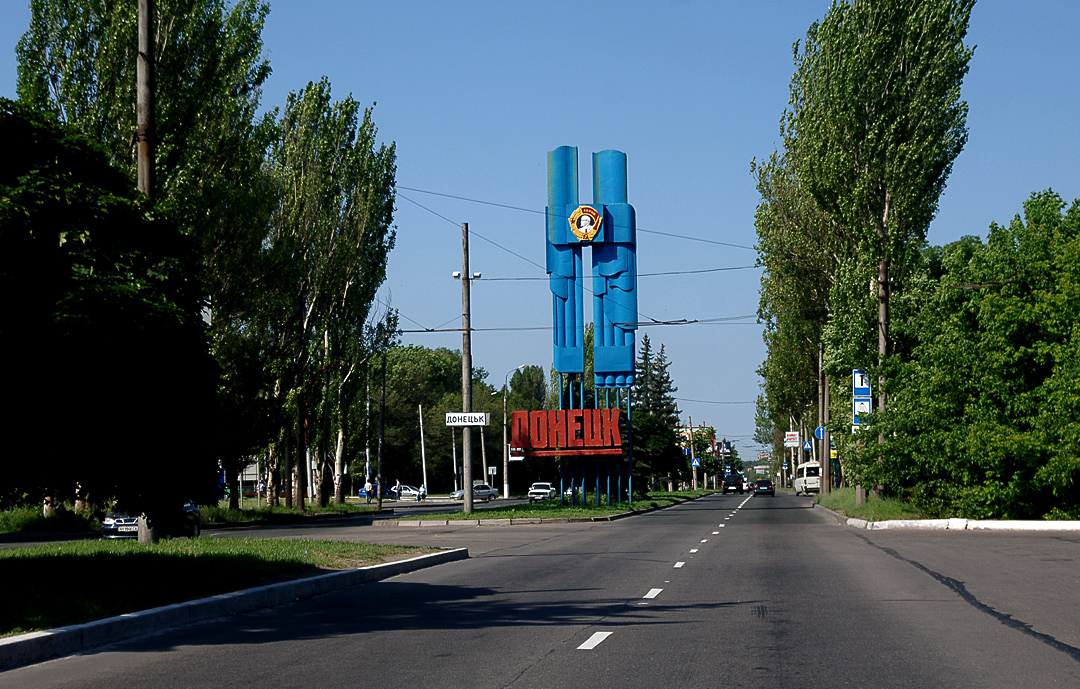
Межа між Макіївкою та Донецьком

| Перелік тролейбусних маршрутів в м. Макіївка | Перелік тролейбусних маршрутів в м. Макіївка | Перелік тролейбусних маршрутів в м. Макіївка | Перелік тролейбусних маршрутів в м. Макіївка |  |
| №                                            | Пункт відправлення                           | Пункт прибуття                               | Примітки |  |
| Діючі маршрути                               | Діючі маршрути                               | Діючі маршрути                               | Діючі маршрути |  |
| -------------------------------------------- | -------------------------------------------- | -------------------------------------------- | --- |  |
| 2                                            | Дитячий світ                                 | Вокзал                                       | Призначений з 2002 року, колишній 2А |  |
| 3                                            | Дитячий світ                                 | Шахта ім. Бажанова                           | Відкритий у 1970 році за маршрутом «Автовокзал — Тролейбусне депо». 8 жовтня 1972 року відкрита тролейбусна лінія від тролейбусного депо до селища шахти імені Бажанова. Подовжено маршрут № 3 «Центр — Шахта ім. Бажанова». З 21 жовтня 1972 року курсував за маршрутом «Трубзавод — Шахта ім. Бажанова». З 22 листопада 1972 року відкрито розворотне кільце і к/с «Дитячий світ». Скасовувався у 2003 році. Відновлено у 2008 році |  |
| 4                                            | Дитячий світ                                 | Даки                                         | Призначений з 2002 року, колишній 4А |  |
| Скасовані маршрути                           |                                              |                                              | |  |
| 1                                            | Центр                                        | Молокозавод                                  | Відкритий 13 листопада 1969 року. Кільцевий маршрут. Скасований у 2003 році |  |
| 2                                            | Автовокзал                                   | Вокзал                                       | Відкритий 29 квітня 1970 року. З 21 жовтня 1972 року змінено маршрут. Скасований у 2002 році |  |
| 2А                                           | Дитячий світ                                 | Вокзал                                       | Скасований у 2002 році, перейменований на маршрут № 2 |  |
| 4                                            | Автовокзал                                   | Даки                                         | Відкритий наприкінці 1970 року. З 21 жовтня 1972 року змінено маршрут «Трубзавод — Даки». З 22 листопада 1972 року відкрито розворотне кільце і к/с «Дитячий світ» |  |
| 4А                                           | Трубзавод                                    | Даки                                         | Скасований у 2002 році, перейменований на маршрут № 4 |  |
| 6                                            | Автовокзал                                   | Даки                                         | Відкритий 25 вересня 1971 року за маршрутом «Центр — Шахта "Капітальна"». |  |
| 5                                            | Дитячий світ                                 | Горностаєвська вулиця                        | Відкритий 3 вересня 1971 року за маршрутом «Автовокзал — Горностаєвська вулиця». З 21 жовтня 1972 року змінено на маршрут «Центр — Горностаєвська вулиця». З 22 листопада 1972 року маршрут руху перенесено з вулиці Панченка на Донецьку вулицю |  |
| 6                                            | Трубзавод                                    | Шахта «Холодна Балка»                        | З 21 жовтня 1972 року змінено маршрут руху через «Дитячий світ». Скасований у 2002 році |  |
| 7                                            | Центр (Дитячий світ)                         | Кільце шахти № 4/13                          | Відкритий у листопаді 1974 року. Скасований у 2002 році |  |
| 8                                            | Трубзавод                                    | Блюмінг                                      | Відкритий маршрут з 7 листопада 1974 року вулицями Мінською, Карбидною, Панченка, Плеханова, Жданова (Металургійною), Глінки, Папаніна, Кірова, Плеханова, Панченка, Московській, Свердлова. Закритий у 1987 році, лінія демонтована в середині 1990-х |  |
| 9                                            | Селище Об'єднаний                            | Ханженкове                                   | Скасований у 2001 році |  |
| 10                                           | Дитячий світ                                 | Мікрорайон «Калінінський»                    | Скасований у 2001 році |  |

## Схеми маршрутів

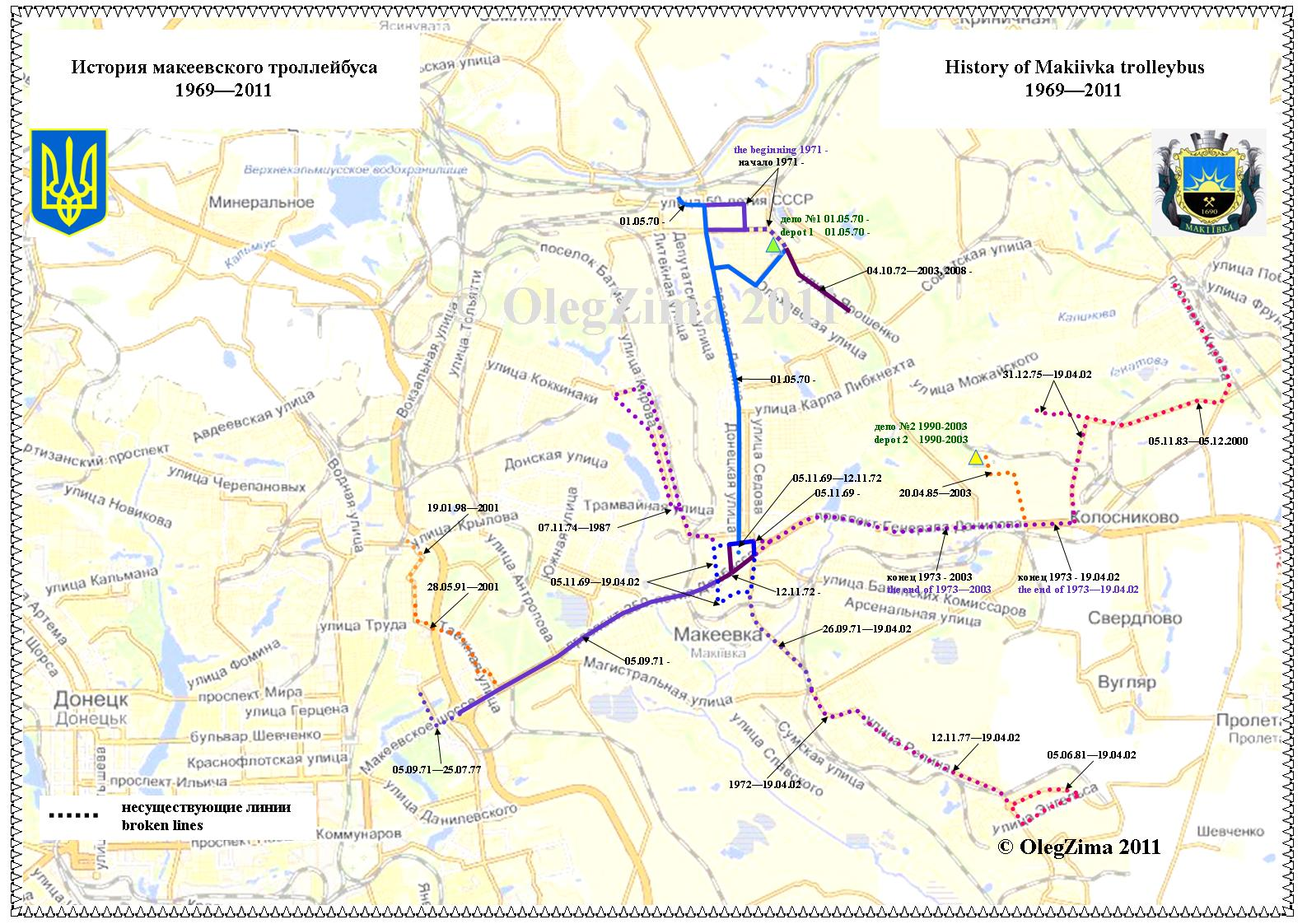
1969—2011 роки
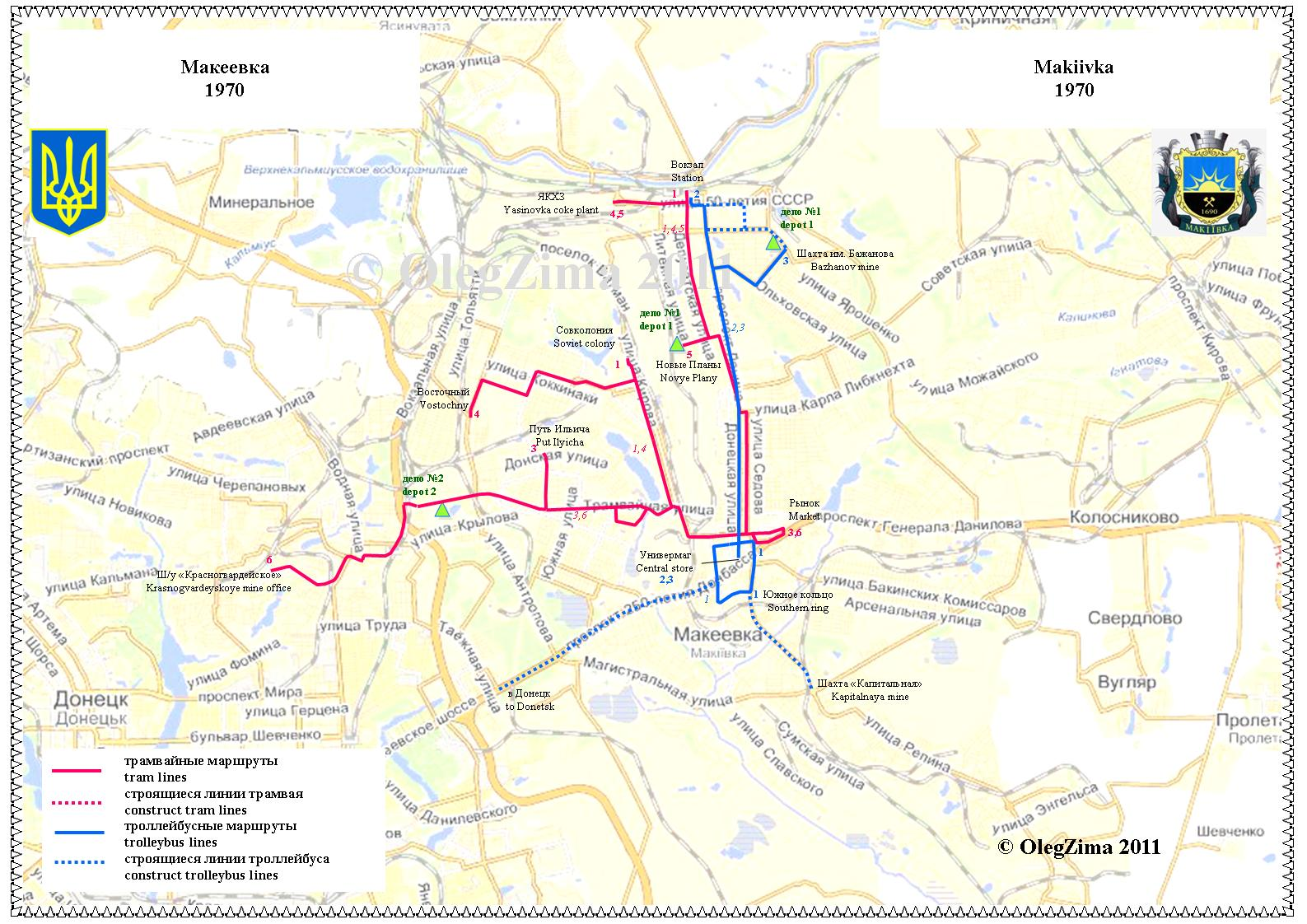
1970 рік
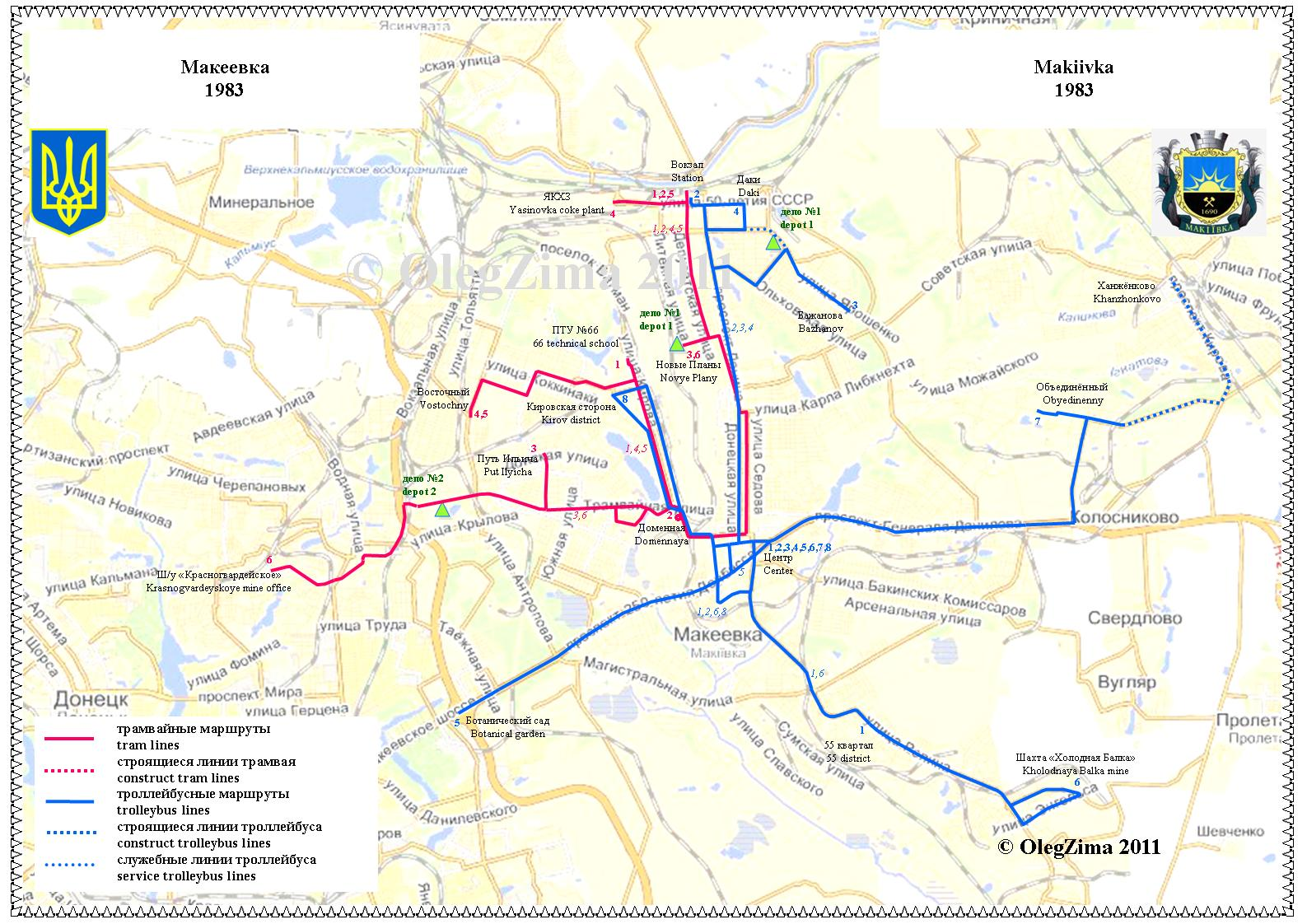
1983 рік
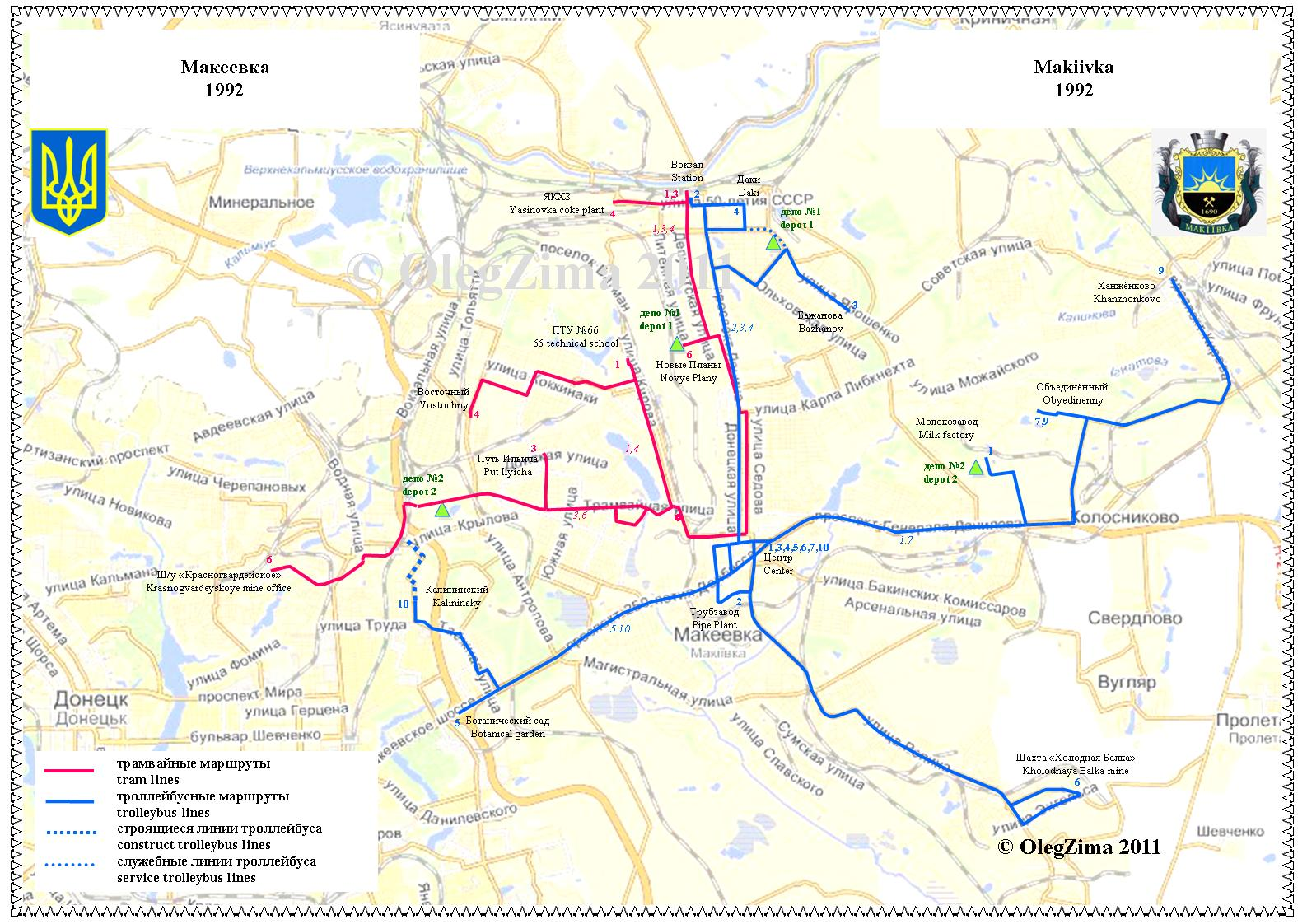
1992 рік

## Рухомий склад
На все місто, в якому раніше працювали 2 тролейбусних депо, станом на 1 вересня 2023 року на балансі підприємства налічується 26 тролейбусів (17 ЗіУ-682,7 ЮМЗ Т2,1 УТТЗ).
| Експлуатація рухомого складу | Експлуатація рухомого складу | Експлуатація рухомого складу | Експлуатація рухомого складу           |
| Модель                       | Роки експлуатації            | Всього надійшло              | Примітки                               |
| ---------------------------- | ---------------------------- | ---------------------------- | -------------------------------------- |
| МТБ-82                       | 1969—1972                    | 4                            | Передані з Донецька                    |
| Київ-6                       | 1970—1982                    | 67                           |                                        |
| Škoda 9Tr                    | 1972—1976                    | 6                            | Передані в Маріуполь                   |
| ЗіУ-682                      | 1980 — понині                | 81                           |                                        |
| ЮМЗ Т1                       | 1993 — 2005                  | 7                            |                                        |
| ЮМЗ Т2                       | 1994 — понині                | 16                           | 13 жовтня 3 машини передані з Донецька |
| КТГ-1                        | 1988 — понині                | 1                            |                                        |